# Еуђен Симион
Еуђен Симион (рум. Eugen Simion; Киождеанка, 25. мај 1933 — Букурешт, 18. октобар 2022) био је румунски есејиста, књижевни критичар и историчар, преводилац, председник Одељења за Филологију и Књижевност Академије Румуније и инострани члан од 2018. године Српске академије наука и уметности.

## Биографија
Еуђен Симион је рођен 1933. године у Киождеанки, Румунија. Основне студије је завршио на Филолошком факултету Универзитета у Букурешту, докторат 1969. године.
Каријеру је започео као научни истраживач у Институту за Историју и Теорију Књижевности „Г. Калинеску" при Академији Румуније. Радио је као професор на Филолошком факултету на Универзитету у Букурешту, а предавао је румунски језик и књижевност и у Паризу, на Сорбони.
Од 1998. до 2006. године био је председник Одељења за Филологију и Књижевност Академије Румуније. Члан је Румунске и Данске Краљевске Академије Наука, дописни члан академије моралних и политичких наука из Француске, почасни члан Молдавске Академије наука.
Средиште интересовања Еуђена Симионма било је на књижевности двадесетог века.

### Чланство у САНУ
За иностраног члана Српске академије наука и уметности изабрана је 8. новембра 2018. године. Члан је Одељења језика и књижевности САНУ.

## Награде и признања
- Добитник је Ордена Легије части (2002).
- Добитник је Златне медаље за заслуге у јавним и културним делатностима које му је доделило Председништво Републике Србије.[3]